# Храм Архангела Михаила (Улан-Удэ)
Михаи́ло-Арха́нгельская це́рковь (Михайловская церковь, Храм Архангела Михаила) — православная церковь в городе Верхнеудинск (c 1934 года — Улан-Удэ). Церковь была возведена в 1904 — 1906 годы в историческом районе Зауда. Один из памятников русской архитектуры начала XX века в Прибайкалье.

## История
В 1904 году на средства бывшего казака, а затем золотопромышленника Михаила Григорьевича Титова в станице Заудинской за рекой Удой была начата постройка нового храма, приписного к Верхнеудинской Спасской церкви. Новая церковь была освящена 26 сентября 1906 года. Так-как для нового престола не нашлось мощей, у прибывшего для освящения владыки Забайкальского Мефодия (Герасимова) было испрошено разрешение взять святые мощи из антиминса старого Михаило-Архангельского придела Вознесенского храма. В этой связи новую церковь освятили во имя Архангела Михаила, а старый антиминс поместили на хранение в ризницу нового храма.
Монахини переехали в Заудинское подворье Посольского монастыря в конце 1912 года. При подворье работал свечной завод. 23 июня 1923 года в Михайло-Архангельском храме Заудинского подворья была отслужена последняя Божественная литургия, после чего власти передали храм живоцерковникам («живистам»). В сентябре 1923 года сюда были переведены Педагогические курсы (позднее русское педучилище). С ноября 1924 года во флигеле монастырского подворья располагалась радиостанция.
6 июня 1925 года церковь была возвращена православным. Насельниц зачислили в певчие и сторожа, что давало, наряду с продукцией подсобного сельского хозяйства, средства к существованию.  В сентябре 1928 года, по согласованию с Заместителем Патриаршего Местоблюстителя митрополитом Сергием (Страгородским), епископ Евсевий (Рождественский) преобразовал Заудинское подворье Посольского монастыря в Заудинскую Михайло-Архангельскую женскую общину, которую возглавила монахиня Дорофея. Подворье было закрыто в июне 1929 года.

## Возрождение прихода
Приход Михаило-Архангельской церкви был вновь образован 15 сентября 1997 года. Прилегающий участок земли был передан в ведение прихожан постановлением № 172 администрации города Улан-Удэ от 27 апреля 1999 года, на котором водружён поклонный крест.
До настоящего времени в здании Михаило-Архангельской церкви находился Республиканский центр народного творчества.
В 2018 году храм был передан Русской Православной Церкви.
30 июля 2018 года совершен чин освящения церкви и отслужена первая, за последние 95 лет, Божественная литургия.

## Галерея

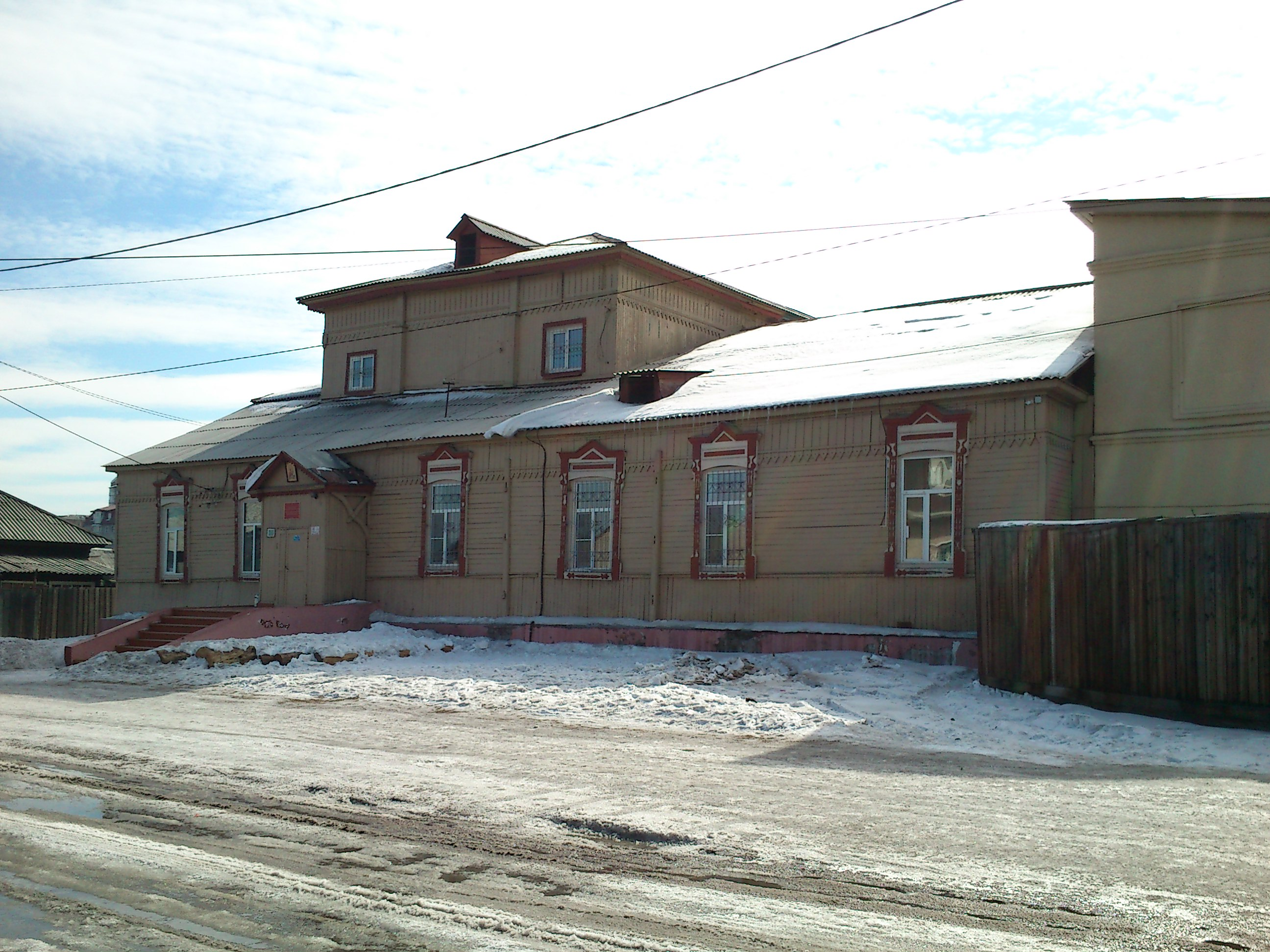
Фасад
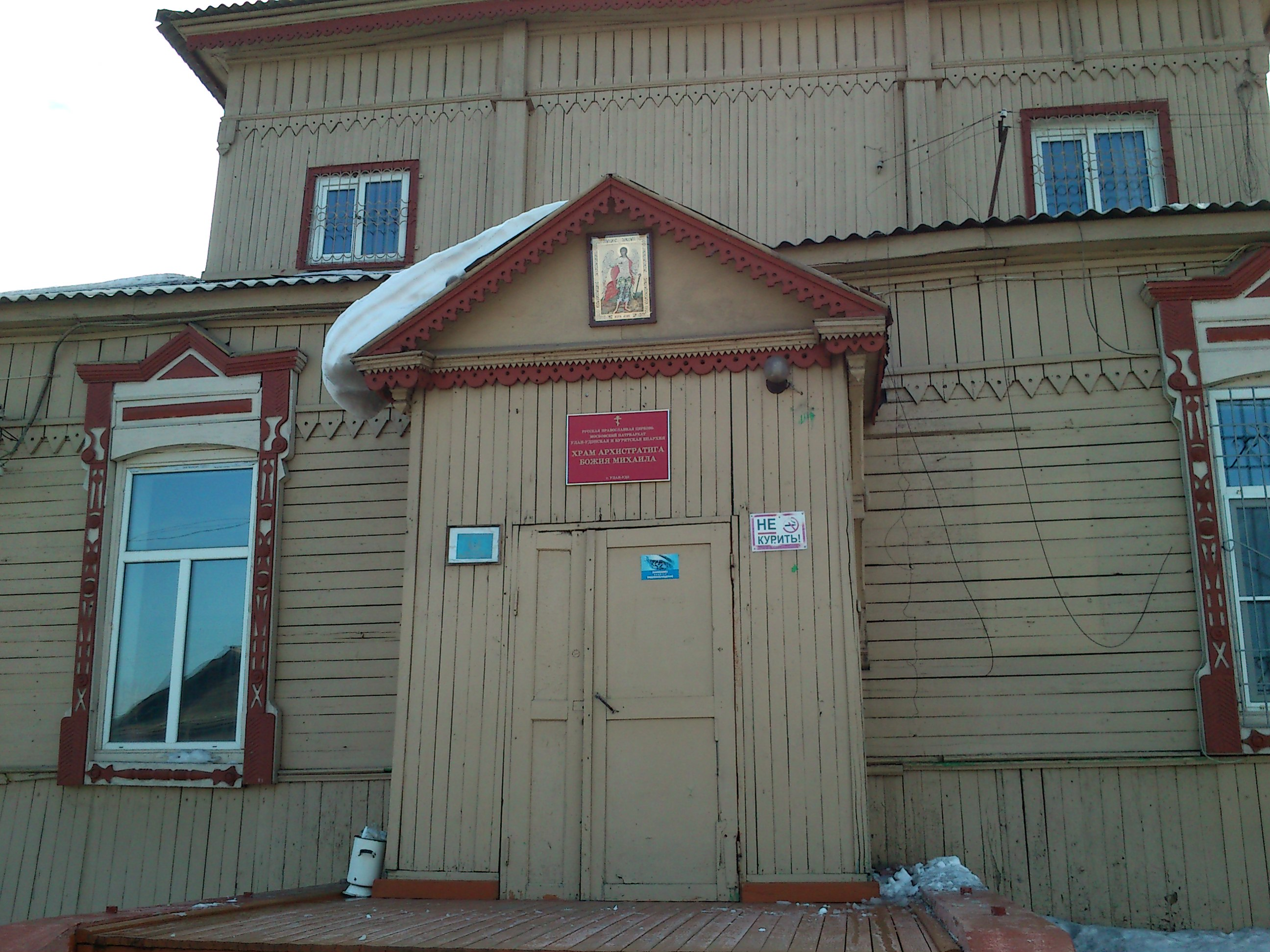
Вход
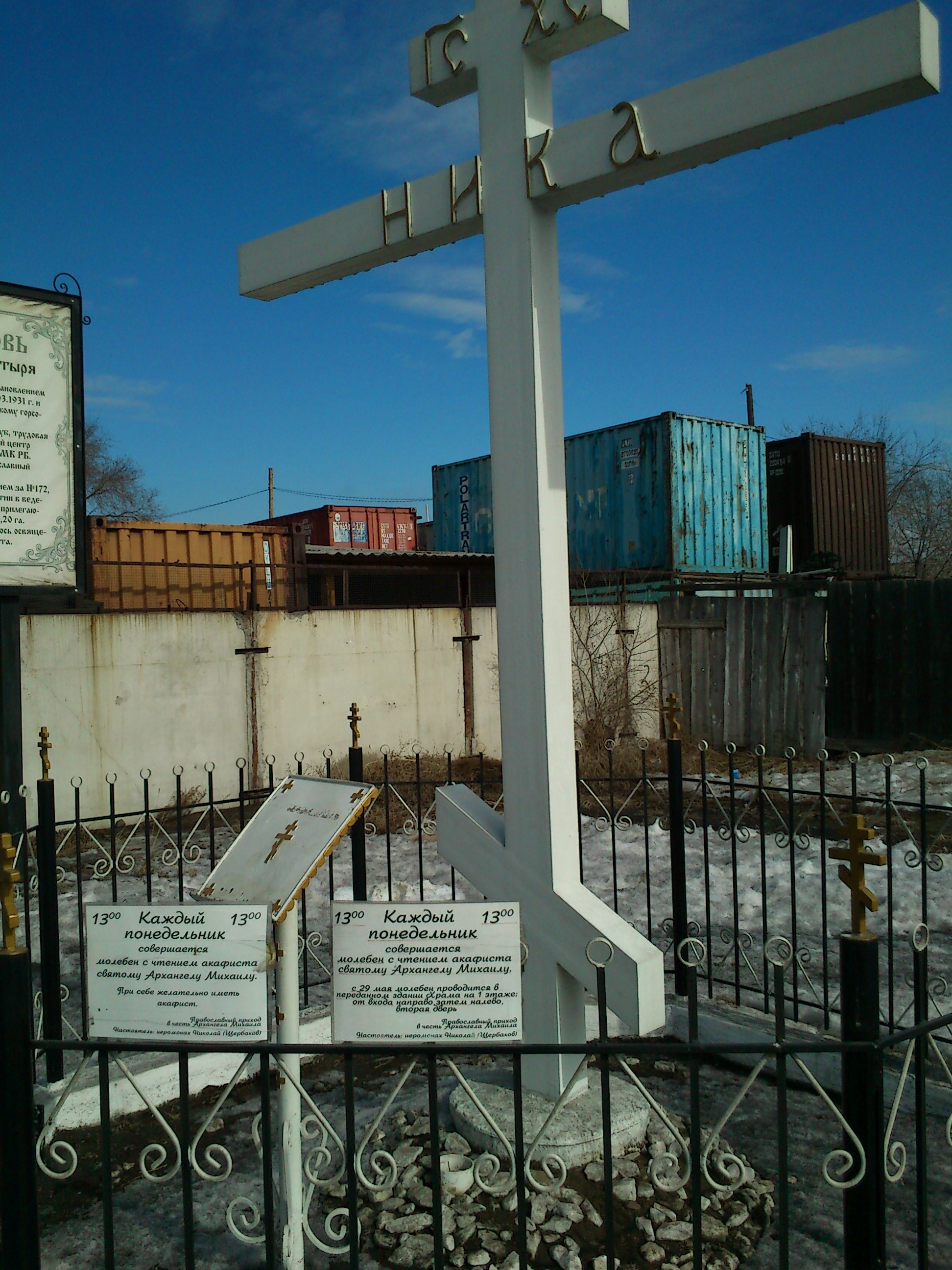
Поклонный крест
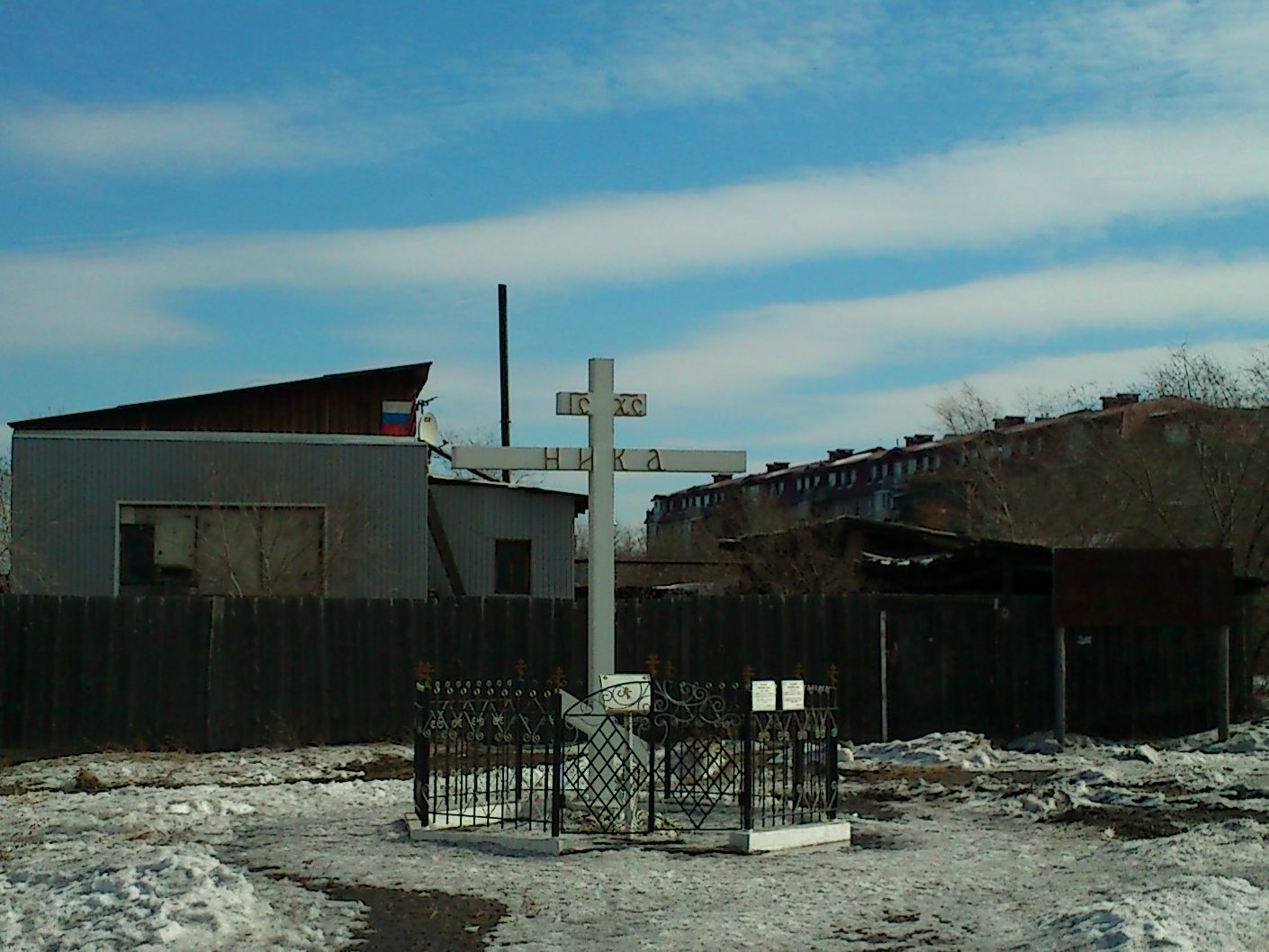
Поклонный крест
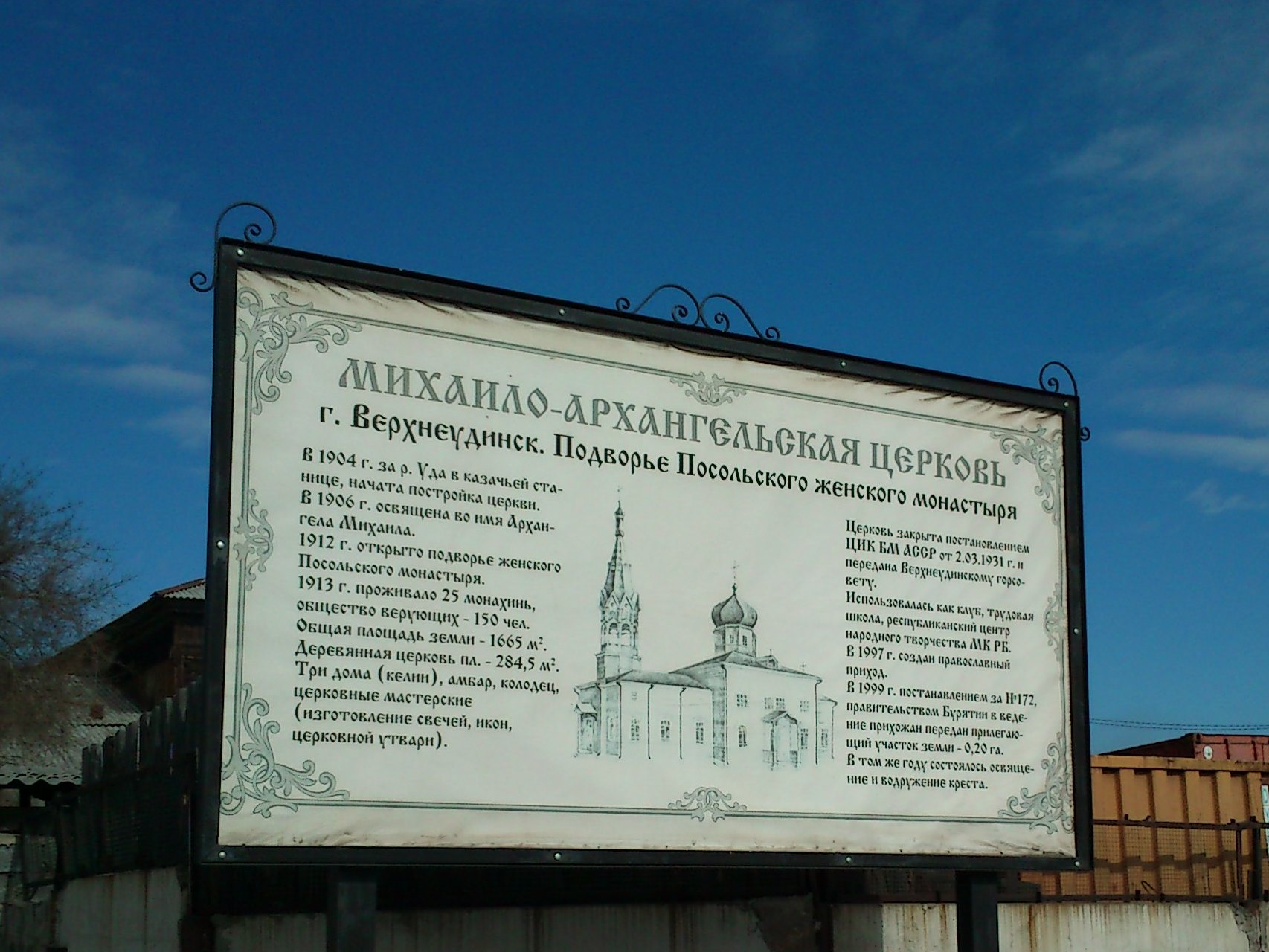
Стенд
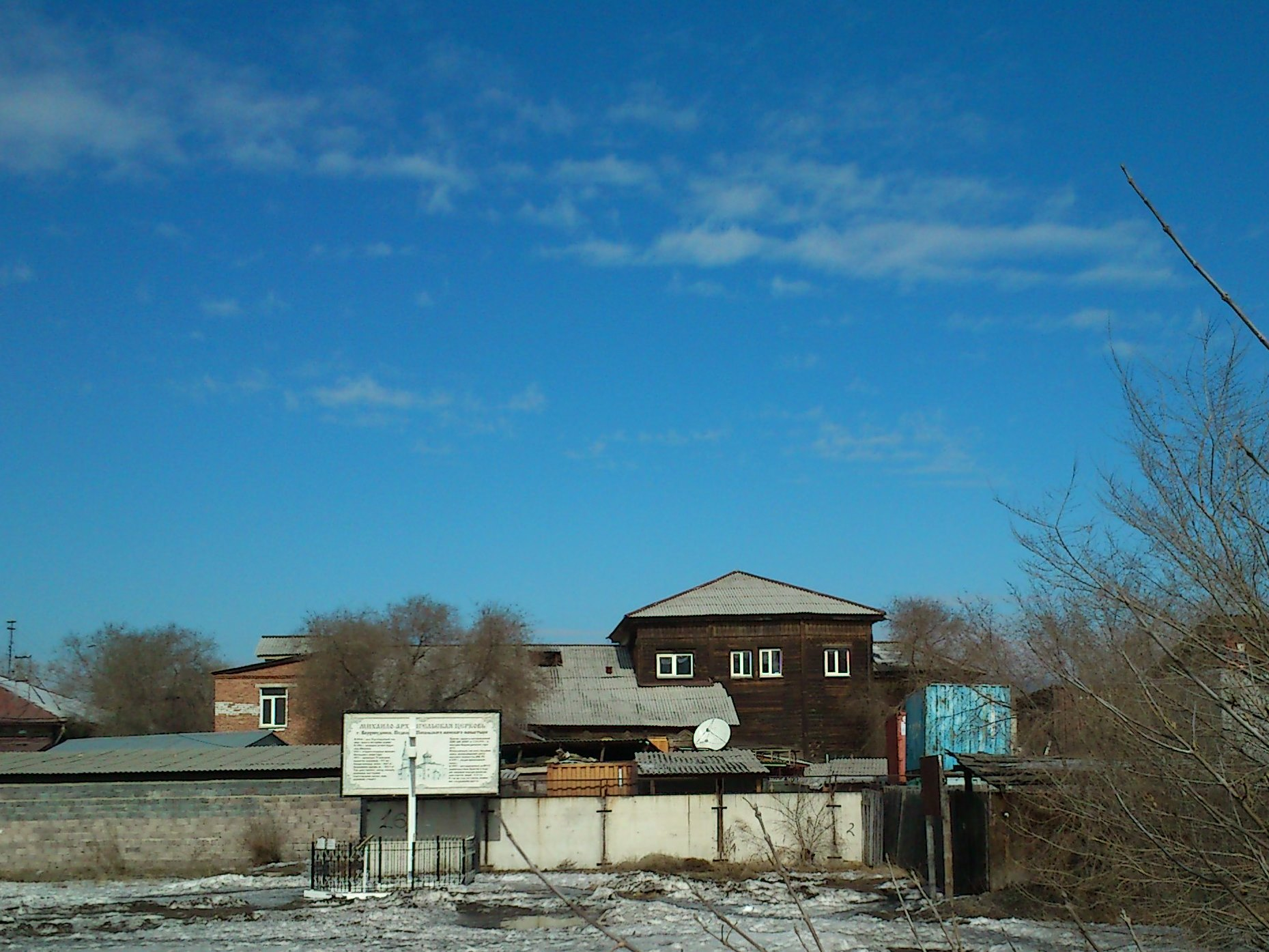
Южная сторона